# Clasterosphaeria
Clasterosphaeria — рід грибів родини Magnaporthaceae. Назва вперше опублікована 1984 року.

## Класифікація
До роду Clasterosphaeria належать 2 види:
- Clasterosphaeria cyperi
- Clasterosphaeria indica